# Richard Ridings
Richard Ridings est un acteur britannique, né le 19 septembre 1958 à Henley-on-Thames (Angleterre).

## Biographie
Richard Ridings est né le 19 septembre 1958 à Henley-on-Thames (Angleterre).

### Vie privée
Il est marié à Catherine Jensen depuis 1984. Ils ont deux enfants, la chanteuse Freya Ridings née en 1994, et Arden Ridings.

## Filmographie
Sauf indication contraire, les informations mentionnées dans cette section peuvent être confirmées par les bases de données cinématographiques  présentes dans la section « Liens externes ».

### Cinéma

#### Longs métrages
- 1984 : Signé : Lassiter (Lassiter) de Roger Young : Un garde allemand
- 1985 : Rhapsodie en 3 bandes (Billy the Kid and the Green Baize Vampire) d'Alan Clarke : Egypt
- 1986 : Les Mésaventures de mosieur le proviseur (Clockwise) : Un policier
- 1987 : Le Quatrième protocole (The Fourth Protocol) de John Mackenzie : Un skinhead
- 1988 : Qui veut la peau de Roger Rabbit (Who Framed Roger Rabbit) de Robert Zemeckis : Angelo
- 1989 : Erik, le Viking (Erik the Viking) de Terry Jones : Thorfinn, le briseur de crânes
- 1989 : King of the Wind de Peter Duffell : Jailer
- 1996 : Du vent dans les saules (The Wind in the Willows) de Terry Jones : Le garde
- 1997 : Créatures féroces (Fierce Creatures) de Fred Schepisi et Robert Young : Hugh Primates
- 1998 : Up 'n' Under de John Godber : Frank
- 1999 : Jeanne d'Arc de Luc Besson : La Hire
- 2002 : Le Pianiste (The Pianist) de Roman Polanski : Mr Lipa
- 2002 : La Princesse au petit pois (The Princess and the Pea) de Marc Swan : Roi Windham / Button (voix)
- 2002 : Puckoon de Terence Ryan : Alex Walker
- 2003 : Lara Croft : Tomb Raider, le berceau de la vie (Lara Croft Tomb Raider : The Cradle of Life) de Jan de Bont : Mr Monza
- 2005 : Les Frères Grimm (The Brothers Grimm) de Terry Gilliam : Bunst
- 2005 : Frozen de Juliet McKoen : Un conducteur
- 2005 : Oliver Twist de Roman Polanski : Warder
- 2006 : Amazing Grace de Michael Apted : L'orateur
- 2008 : Faintheart de Vito Rocco : Collin
- 2009 : Création (Creation) de Jon Amiel : Thatcher
- 2011 : La Planète des singes : Les Origines (Rise of the Planet of the Apes) de Rupert Wyatt : Buck
- 2012 : The Scapegoat de Charles Sturridge : Le loueur
- 2013 : Jack et la Mécanique du cœur de Stéphane Berla et Mathias Malzieu : Arthur (voix anglaise)
- 2013 : L'Oracle (The Physician) de Philipp Stölzl : Un homme
- 2016 : The Carer de János Edelényi : Le loueur
- 2025 : Un film d'Tearaway Unfolded (A Tearaway Unfolded Movie): L'homme vert (voix)

#### Courts métrages
- 1989 : Out of Town de Norman Hull : Un homme
- 2011 : Isle of Spagg de Greg McLeod et Myles McLeod : Bob / Mel (voix)
- 2012 : The Horsemen de Samuel Bailey : Gary

### Télévision

#### Séries télévisées
- 1983 : Reilly: The Ace of Spies : Vanderberg
- 1984 : Fairly Secret Army : Ron Boat
- 1986 : Mission casse-cou (Dempsey & Makepeace) : Un ami de Tulley
- 1987 : Matlock : Nicky
- 1987 : The Ritz : Mad Mick
- 1987 : Home to Roost : Millwall
- 1988 : Watching : Alistair
- 1988 / 1993 / 1998 / 2004 / 2008 : Casualty : Kevin / Jack / Ted Stokes / Robbie Beresford / Vince
- 1989 : The Bill : Campbell
- 1989 : Saracen : Bulmer
- 1991 / 1993 : Red Dwarf : Un astronaute
- 1992 : Les Aventures du jeune Indiana Jones (The Young Indiana Jones Chronicles) : Andre
- 1992 : The Piglet Files : Knott
- 1992 : Sean's Show : Steve
- 1992 : Boon : Keith
- 1993 : Minder : Warren
- 1993 : Comics : Tommy Karr
- 1993 : Screen One : Kevin
- 1994 : Pie in the Sky : Gary Bourne
- 1994 : A Pinch of Snuff : Brian Burkhill
- 1994 : The Ink Thief : Aloysius
- 1994 : Heartbeat : Thorpe
- 1994 - 1997 : Common As Muck : Bernard Green
- 1995 : Bad Boys : Lucknall
- 1997 : Highlander : Silas
- 1997 : The History of Tom Jones, a Foundling : Réverend Thwackum
- 2000 : This Is Personal : The Hunt for the Yorkshire Ripper : Détective Superintendant Dick Holland
- 2000 : Mon ami le fantôme (Randall & Hopkirk (deceased)) : PC Burns
- 2000 : Sydney Fox, l'aventurière (Relic Hunter) : Johnny
- 2000 : Nature Boy : Ted
- 2000 - 2004 : Fat Friends : Alana Ashburn
- 2001 : Where the Heart Is : Paul Foster
- 2001 : Murder in Mind : DCI Quarry
- 2001 : Merseybeat : Ben Ormerod
- 2002 : Born and Bred : Horace Trubshaw
- 2002 : Auf Wiedersehen, Pet : DI Andy Hateley
- 2004 : Inspecteurs associés (Dalziel and Pascoe) : Trevor Nesbitt
- 2004 - 2022 : Peppa Pig : Daddy Pig (voix)
- 2005 : Flics toujours (New Tricks) : Robbie
- 2005 : Coronation Street : Barry
- 2005 : La pire semaine de ma vie (The Worst Week of My Life) : PC Tait
- 2005 : ShakespeaRe-Told : Maurice
- 2006 : The Royal : Malcolm Hogg
- 2006 : Mayo : Mark Castello
- 2007 : Les Mystères romains (Roman Mysteries) : Venalicius
- 2008 : Chuggington : Hamish (voix)
- 2009 : Merlin : Halig
- 2009 - 2012 : Le Petit Royaume de Ben et Holly (Ben and Holly's Little Kingdom) : Un nain / Big Bad Barry / Le père Noël / Génie / Big Bad Berry (voix)
- 2011 : Doctors : Jeff Hollins
- 2012 : Holby City : Roy Benson
- 2013 - 2014 : Q Pootle 5 : Groobie (voix)
- 2014 : Borgia : Adriano Castellesi
- 2014 : Our Zoo : Henning
- 2015 - 2016 : Dickensian : Mr Bumble
- 2016 : Jericho : Thornhill
- 2016 : Six Wives with Lucy Worsley : Roi Henry VIII
- 2017 : Le Show de M. Peabody et Sherman (The Mr Peabody & Sherman Show) : Un romain (voix)
- 2018 : Les Sentinelles de l'air (Thunderbirds) : Bob Gray (voix)
- 2023 : Les Enquêtes de Morse (Endeavour) : DI Chesney Finch
- 2023 : The Diplomat : Richard Watkins
- 2023 : Funny Woman : Le maire

#### Téléfilms
- 1994 : Justice impitoyable (Wild Justice) de Tony Wharmby : Carl
- 1995 : Cruel Train de Malcolm McKay : Percy Cotton
- 1996 : On Dangerous Ground de Lawrence Gordon Clark : Thomas Borga
- 2003 : Margery and Gladys de Geoffrey Sax : Terry Mason

### Jeux vidéos
- 1997 : Dungeon Keeper : Le conseiller (voix)
- 1999 : Dungeon Keeper 2 : Le conseiller (voix)
- 1999 : Quake III Arena : Sarge (voix)
- 1999 : Silver : Fuge (voix)
- 2005 : Kameo : Elements of Power : Thorn (voix)
- 2005 : Shinobido : La Voie du ninja (Shinobidō : Imashime) : Kabuto (voix anglaise)
- 2007 : Heavenly Sword : Roach (voix)
- 2008 : Fable II : Giles, le fermier (voix)
- 2009 : Risen : Karakos / Drok / Ukkos (voix)
- 2010 : Castlevania : Lords of Shadow : Cornell (voix anglaise)
- 2010 : Zenobureido : Miqol (voix anglaise)
- 2010 : Enslaved : Odyssey to the West : Pigsy (voix)
- 2011 : Killzone 3 : Un soldat (voix)
- 2011 : Warhammer 40,000 : Space Marine : Space Marine  (voix)
- 2011 : Star Wars : The Old Republic : Duke Kendoh (voix)
- 2013 : DmC : Devil May Cry : Hunter (voix)
- 2013 : Castlevania : Lords of Shadow - Mirror of Fate : Daemon Lord (voix)
- 2013 : Puppeteer : Le général (voix)
- 2014 : Dungeon Keeper Mobile : Horned Reaper (voix)
- 2015 : Dragon Quest Heroes : Le Crépuscule de l’Arbre du Monde (Doragon Kuesto Hīrōzu Yami ryū to sekaiju no shiro) : Le conseiller (voix)
- 2015 : Xenoblade Chronicles 3D : Miqol (voix anglaise)
- 2015 : War for the Overworld (en) : Le conseiller (voix)
- 2015 : Tearaway Unfolded : The Green Man (voix)
- 2017 : Dragon Quest Heroes II : Roi d'Harba (voix)
- 2017 : Total War : Warhammer 2 : Thorgrim Grudgebearer (voix)
- 2018 : Ni no Kuni II: Revenant Kingdom : Roi Leonhard (voix anglaise)

## Voix françaises
- Jean-Paul Richepin dans Qui veut la peau de Roger Rabbit
- Daniel Russo dans Erik, le Viking
- Christian Pelissier dans Highlander (série télévisée)
- Etienne Chicot dans Jeanne d'Arc
- Claude Brosset dans Les Frères Grimm
- Antoine Tomé dans Les Mystères romains (série télévisée)